# Empoascanara ethiopica
Empoascanara ethiopica är en insektsart som beskrevs av Irena Dworakowska 1972. Empoascanara ethiopica ingår i släktet Empoascanara och familjen dvärgstritar. Inga underarter finns listade i Catalogue of Life.